# Östliche Oberlausitz

Die Östliche Oberlausitz (4) innerhalb der Westsudeten (rot)

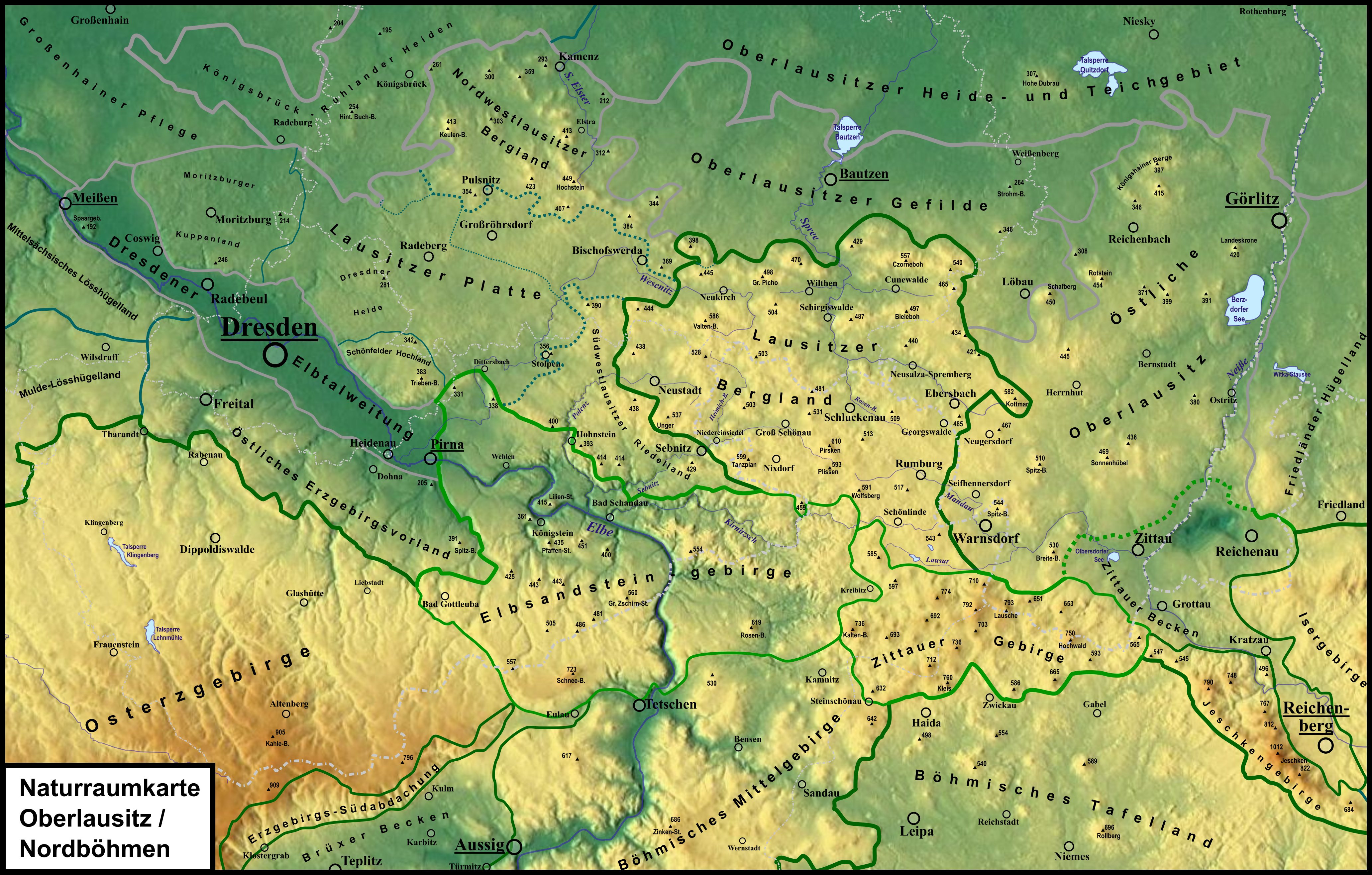
Naturraumkarte mit Östlicher Oberlausitz

Die Östliche Oberlausitz ist ein Naturraum in Sachsen und im erweiterten Sinne Teil der Westsudeten. Die aktuelle sächsische Naturraumgliederung ordnet sie im regionischen Maßstab dem Sächsischen Lössgefilde zu und unterscheidet zwölf Teilräume im Rang von Mesogeochoren.

## Lage und Grenzen
In Nord-Süd-Richtung erstreckt sich die Östliche Oberlausitz zwischen den Städten Görlitz und Zittau. Im Norden grenzt sie an das Oberlausitzer Heide- und Teichgebiet, im Süden an das Lausitzer Gebirge (Zittauer Gebirge), im Nordwesten an das Oberlausitzer Gefilde und im Südwesten an das Oberlausitzer Bergland. Der östlichste Teil ist durch die Lausitzer Neiße abgetrennt und liegt in Polen (Obniżenie Żytawsko-Zgorzelecki). Teileinheiten mit besonderer Ausprägung sind die Königshainer Berge, das Neißetal und Bergbaufolgelandschaften südlich von Görlitz und im Zittauer Becken.

## Naturräumliche Gliederung
Die östliche Oberlausitz gliedert sich wie folgt in Meso- und Mikrogeochoren sowie Berge:
- 12 Östliche Oberlausitz
  - 11002 Zittauer Becken (65,04 km²)
    - Hirschfelder Neiße-Tal
    - Olbersdorfer Rückengebiet
    - Nördliches Zittauer Becken
    - Südliches Zittauer Becken
    - Zittauer Neiße- und Mandau-Tal
    - Tagebau Olbersdorf (Olbersdorfer See)

  - 11003 Großschönauer Becken- und Kuppenland (60,97 km² in SN; setzt sich nach Tschechien fort)
    - Spitzkunnersdorfer Kuppengebiet (in CZ: Varnsdorfský Špičák 544,3 m; Hofebusch mit Richterberg (469,3 m), Lindeberg 459,3 m Forstenberg 454,8 m, Pfaffenberg 418,1 m, Wiedeberg 396,6 m)
    - Seifhennersdorfer Kuppengebiet (Randgebiet des ansonsten rein tschechischen Südostteils des Lausitzer Berglands; Frenzelsberg 468,2 m)
    - Oberoderwitzer Kuppengebiet (Oderwitzer Spitzberg 510,0 m, Großer Stein 471 m, Hofeberg 413,6 m)
    - Großschönauer Becken (z. T. in Tschechien); Finkenhübel 410,6 m, Hutberg (371,5 m)
    - Bertsdorfer Kuppengebiet (Steinberg 442,5 m, Seidelsberg 433,4 m)
    - Hainewalder Kuppengebiet (Pocheberg 465,8 m,  Scheibeberg 422,7 m)
    - Breiteberg-Kuppe (510,1 m)
    - Bertsdorfer Becken

  - 11004 Großhennersdorfer Lösshügelland (100,83 km²)
    - Löß-Plateau am Klosterwald
    - Großhennersdorfer Löß-Plateau
    - Sonnenhübel-Kuppe (469,3 m)
    - Niederoderwitzer Kuppengebiet (Pferdeberg 405,5 m, Hutberg 404,5 m)
    - Neundorfer Decklöß-Plateau
    - Löß-Plateau am Sonnenhübel
    - Oberoderwitzer Decklöß-Plateau
    - Wittgendorfer Löß-Hügelgebiet (Buchberg 401,1 m, Steinberg 353,1 m, Schlegelberg 352,6 m)
    - Dittersbacher Löß-Hügelgebiet (Knorrberg 380,5 m)
    - Oderwitzer Löß-Plateau
    - Großhennersdorfer Kuppengebiet (Großer Berg 439,2 m, Schönbrunner Berg 428,7 m, Schanzberg 408,0 m, Langer Berg 371,8 m, Eisberg 330,6 m)

  - 11005 Lössrücken bei Hirschfelde (19,51 km²)
    - Rückengebiet des Klosterwaldes (Mitterer Steinberg 345,9 m)
    - Dittelsdorfer Löß-Riedelgebiet
    - Neiße-Tal bei St. Marienthal

  - 11006 Neugersdorfer Lössrücken (50,14 km² in SN; z. T. in Tschechien)
    - Seifhennersdorfer Flachrückengebiet(z. T. in Tschechien)
    - Neugersdorfer Flachrückengebiet (z. T. in Tschechien)
    - Eibau-Leutersdorfer Rückengebiet (z. T. in Tschechien); Lerchenberg 466,7 m, Wacheberg (452 m)

  - 11007 Ruppersdorfer Lössplateaus (34,78 km²)
    - Obercunnersdorfer Löß-Plateau
    - Ruppersdorfer Decklöß-Plateau (Fuchsberg 362,0 m)
    - Euldorfer Löß-Plateau

  - 11008 Herrnhuter Lösshügelland (60,62 km²)
    - Löbauer Berg-Schafberg-Rücken (447,9 m und 450,5 m)
    - Herrnhuter Hügelrücken (Hutberg 371,9 m, Heinrichberg 357,1 m, Eichler 333,5 m, Roter Berg 331,1 m)
    - Strahwalder Bergkuppen (Wolfsberg 445,1 m; Jäckelberg 395,3 m,[Anm. 1] Sonneberg 392,6 m)
    - Berthelsdorfer Tal-Riedelgebiet
    - Kemnitzer Löß-Hügelgebiet

  - 11009 Lössplateaus auf dem Eigen (43,67 km²)
    - Löß-Plateau Großer Nonnenwald
    - Altbernsdorfer Löß-Plateau
    - Löß-Plateau Kleiner Nonnenwald
    - Kiesdorfer Löß-Plateau (Großer Hutberg 308,0 m, Kleiner Hutberg 298,0 m)

  - 11010 Neißetal bei Görlitz (33,20 km²)
    - Görlitzer Neiße-Tal
    - Tagebau Berzdorf (Berzdorfer See)
    - Ostritzer Neiße-Tal

  - 11011 Görlitzer Lössplateaus (105,44 km²)
    - Girbigsdorfer Decklöß-Platte
    - Pfaffendorfer Löß-Plateau
    - Kunnewitzer Zerschneidungshang
    - Holtendorfer Löß-Platte
    - Landeskrone-Biesnitzer Kuppengebiet (bis 420,0 m)
    - Stadt Görlitz
    - Kunnersdorfer Kuppengebiet
    - Gersdorfer Löß-Plateau
    - Emmerichswalder Platte

  - 11012 Reichenbacher Lösshügelland (79,14 km²)
    - Rotstein-Rücken (Rotstein 453,7 m, Hengstberg 421,3 m, Georgenberg 396,5 m, Horkenberg 331,9 m; jenseits von Eisenbahn und B 6: Rosenhainer Berg 307,9 m)
    - Sohlander Löß-Hügelgebiet (Paulsdorfer Spitzberg 370,9 m, Heideberg 341,3 m, Steinberg 322,0 m, Silberberg 313,7 m)
    - Kleinradmeritzer Löß-Plateau (Petzschkenberg: 227,5 m, Randanhöhe westlich von Glossen: gut 220 m)
    - Reichenbacher Decklöß-Hügelgebiet
    - Meuselwitzer Decklöß-Hügelgebiet
    - Mengelsdorfer Löß-Hügelgebiet
    - Friedersdorfer Hügelgebiet (Friedersdorfer Berg 398,7 m, Schwarzer Berg 390,5 m, Kreuzberg 365,6 m)

  - 11013 Königshainer Berg- und Hügelland (66,49 km²)
    - Hügelgebiet am Liebstein (Liebsteiner Berg: 294,6 m)
    - Niesky-Rengersdorfer Schiefergebirgs-Randhöhen (Heideberg: 249,9 m)
    - Eichberg-Hutberg-Rücken (bis 345,6 m; westliche Königshainer Berge)
    - Arnsdorfer Decklöß-Hügelgebiet, Königshainer Löß-Hügelgebiet
    - Hochstein-Kämpferberg-Rücken (397,2 m und 415 m; Königshainer Berge)

Anm.:
1. ↑  Eigentlich heißt der 395,3 m hohe Hauptgipfel laut Karten – wie der deutlich bekanntere Nachbar im Norden – Schafberg und der Jäckelberg mit 388,5 m nebst Jäckelbaude ist nur Nordkuppe. Landläufig ist der Berg aber unter Jäckelberg bekannter.

## Landschaftscharakteristik und Geologie
Der Naturraum ist abwechslungsreich und durch das Nebeneinander von Berggruppen, Einzelbergen, Platten und Becken gekennzeichnet. Eiszeitliche Grundmoränen und Schmelzwassersande und darüber lagernder Löss füllen das Granitrelief in unterschiedlicher Mächtigkeit aus. Der Lösslehm ist im Allgemeinen nur etwa 1 bis 1,5 m mächtig. Als Zeugen des tertiären Vulkanismus findet man Deckenergüsse und Einzelberge aus Basalten und Phonolithen. Im Zittauer und Oderwitzer Becken sowie im Berzdorfer Becken finden sich bedeutende in Sedimente eingeschlossene Lagerstätten von Braunkohle.
Klimatisch liegt die Östliche Oberlausitz teilweise im Lee des Oberlausitzer Berglandes. So fallen nur 665 mm Jahresniederschlag. Die Jahrestemperaturen betragen 8 bis 8,6 °C. Die potenzielle natürliche Vegetation ist der Waldlabkraut-Hainbuchen-Eichenwald mit Winter-Linde.